# Sedalia (Kentucky)
Sedalia – jednostka osadnicza w Stanach Zjednoczonych, w stanie Kentucky, w hrabstwie Graves.